# Alana Haim

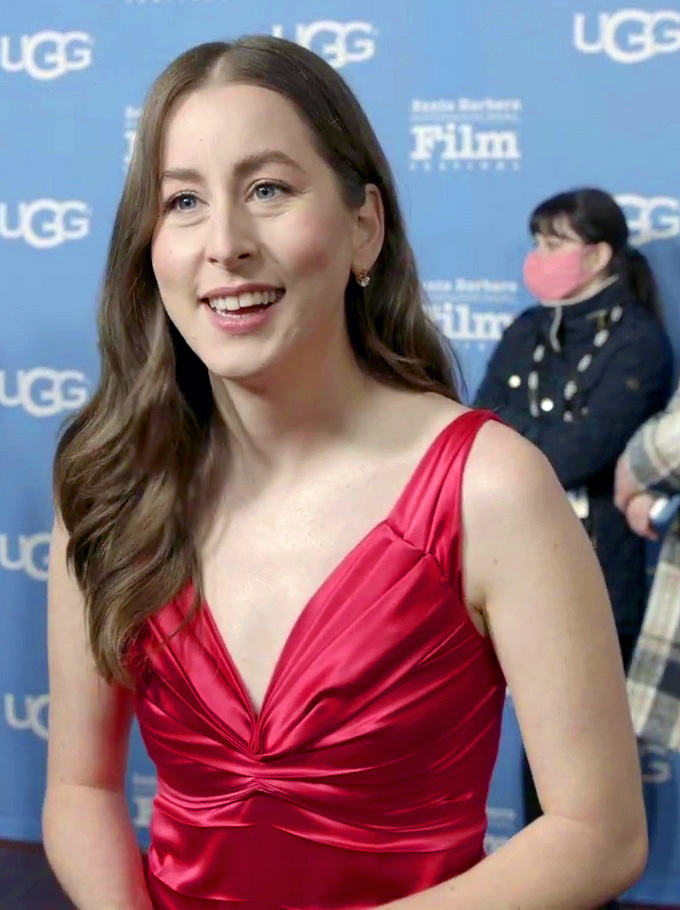
Alana Haim (2022)

Alana Haim (* 15. Dezember 1991 in Los Angeles) ist eine US-amerikanische Musikerin und Filmschauspielerin, unter anderem bekannt als Mitglied der Pop-Rock-Band Haim.

## Leben
Alana Haim wurde 1991 in Los Angeles geboren. Zusammen mit ihren Eltern Mordechai und Donna Haim und ihren älteren Schwestern Danielle und Este stand sie als RockinHaim bereits in jungen Jahren auf der Bühne. Später gründete sie mit Danielle und Este Haim die Band Haim. Anfänglich noch ein Geheimtipp, hatte die Band 2013 mit Days Are Gone den großen Durchbruch. Bei Live-Auftritten werden sie von ihrem Cousin am Schlagzeug begleitet.
Ihre erste Filmrolle erhielt Haim in Paul Thomas Andersons Filmdrama Licorice Pizza, in dem sie gemeinsam mit Cooper Hoffman, dem Sohn von Philip Seymour Hoffman, ein junges Liebespaar spielt, das zu Beginn der 1970er Jahre in San Fernando Valley lebt. Weitere an dem Film beteiligte Schauspieler sind Sean Penn, Bradley Cooper und Tom Waits.

## Filmografie
- 2021: Licorice Pizza
- 2025: The Mastermind

## Auszeichnungen
British Academy Film Awards
- 2022: Nominierung als Beste Hauptdarstellerin (Licorice Pizza)

Chicago Film Critics Association Award
- 2021: Auszeichnung als Beste Nachwuchsschauspielerin (Licorice Pizza)[4]

Critics’ Choice Movie Award
- 2022: Nominierung als Beste Hauptdarstellerin (Licorice Pizza)

Detroit Film Critics Society Award
- 2021: Nominierung als Beste Nachwuchsschauspielerin (Licorice Pizza)[5]

Golden Globe Award
- 2022: Nominierung als Beste Hauptdarstellerin (Licorice Pizza)

National Board of Review Award
- 2021: Auszeichnung als Beste Nachwuchsdarstellerin (Licorice Pizza)[6]

NME Awards
- 2014: Auszeichnung in der Kategorie Best Band Blog or Twitter (@babyhaim)

Satellite Award
- 2021: Auszeichnung als Beste Hauptdarstellerin (Licorice Pizza)